# Latvijas PSR čempionāts futbolā 1979
L'edizione 1979 del massimo campionato di calcio lettone fu la 35ª come competizione della Repubblica Socialista Sovietica Lettone; il titolo fu vinto dall'Elektrons Rīga, giunto al suo primo titolo.

## Formato
Il campionato era formato da quattordici squadre che si incontrarono in gare di andata e ritorno per un totale di 26 turni; erano assegnati due punti alla vittoria, un punto al pareggio e zero per la sconfitta.

## Classifica finale
|                        | Pos. | Squadra             | Pt | G  | V  | N  | P  | GF | GS | DR  |
| ---------------------- | ---- | ------------------- | -- | -- | -- | -- | -- | -- | -- | --- |
| RSS Lettone (bandiera) | 1.   | Elektrons Rīga      | 47 | 26 | 22 | 3  | 1  | 63 | 14 | +49 |
|                        | 2.   | Enerģija Rīga       | 37 | 26 | 15 | 7  | 4  | 48 | 17 | +31 |
|                        | 3.   | Ķīmiķis             | 36 | 26 | 15 | 6  | 5  | 36 | 21 | +15 |
|                        | 4.   | Torpedo Riga        | 33 | 26 | 13 | 7  | 6  | 32 | 15 | +17 |
|                        | 5.   | Sarkanais Metalurgs | 30 | 26 | 10 | 10 | 6  | 38 | 28 | +10 |
|                        | 6.   | Jūrnieks            | 29 | 26 | 11 | 7  | 8  | 24 | 27 | -3  |
|                        | 7.   | Progress Rīga       | 28 | 26 | 11 | 6  | 9  | 51 | 41 | +10 |
|                        | 8.   | Metalists Jelgava   | 24 | 26 | 8  | 8  | 10 | 30 | 31 | -1  |
|                        | 9.   | VEF Riga            | 22 | 26 | 8  | 6  | 12 | 33 | 35 | -2  |
|                        | 10.  | Radiotehnikis Riga  | 21 | 26 | 6  | 9  | 11 | 22 | 27 |     |
|                        | 11.  | Celtnieks Rīga      | 18 | 26 | 4  | 10 | 12 | 27 | 48 | -21 |
|                        | 12.  | Starts              | 14 | 26 | 4  | 6  | 16 | 18 | 46 | -28 |
|                        | 13.  | RPI Riga            | 14 | 26 | 4  | 6  | 16 | 18 | 47 | -29 |
|                        | 14.  | Gauja Valmiera      | 11 | 26 | 4  | 3  | 19 | 22 | 65 | -43 |